# 小浦総平

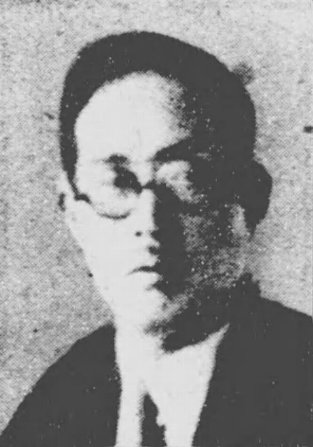
小浦総平

小浦 総平（こうら そうへい、1891年（明治24年）7月17日 - 1957年（昭和32年）2月7日）は、日本の衆議院議員。佐世保市長。

## 経歴
長崎県南松浦郡浜ノ浦村（現在の新上五島町）出身。長崎県巡査、巡査部長、警部補、警部、警視を歴任。諫早警察署長、長崎警察署長、佐世保警察署長を務めた。その後、佐世保市助役、佐世保市立市民病院長を務めた。
1940年（昭和15年）、佐世保市長に選出され、1942年（昭和17年）には第21回衆議院議員総選挙に長崎2区（当時）から翼賛政治体制協議会の推薦を受け、当選を果たした。戦後、推薦議員だったため公職追放となる。